# Paratrachysomus huedepohli
Paratrachysomus huedepohli – gatunek chrząszcza z rodziny kózkowatych i podrodziny zgrzypikowych. Jedyny przedstawiciel rodzaju Paratrachysomus.

## Zasięg występowania
Gatunek ten występuje w Ameryce Południowej, notowany w Gujanie Francuskiej i Zachodniej Brazylii (stany Rondônia i Mato Grosso).